# 4169 Celsius
4169 Celsius este un asteroid din centura principală, descoperit pe 16 martie 1980 de Claes Lagerkvist.